# Ceratoserolis meridionalis
Ceratoserolis meridionalis (E. Vanhöffen, 1914) è un crostaceo isopode marino della famiglia Serolidae.

## Descrizione
Rispetto agli altri due membri del suo genere, C. meridionalis possiede una caratteristica lunga sporgenza caudale dalla forma seghettata (la sua "coda").

## Biologia

### Comportamento
È stato osservato che la Ceratoserolis meridionalis è solito buchi nella sabbia del fondo oceanico per costruirsi una casa. Per spostarsi, gli esemplari di questa specie si affidano al nuoto per trascinamento.

### Riproduzione
L'accoppiamento avviene di solito prima e talvolta durante la muta. Il trasferimento dello sperma avviene per via indiretta indiretto. Le uova sono covate nel marsupio e si schiudono prima di svilupparsi in individui adulti.

## Distribuzione e habitat
La specie è presente nel continente antartico, compresa la Penisola Antartica, nel Mare di Weddell e nelle Isole Shetland meridionali.